# Theodore Racing
Theodore Racing was een Formule 1-constructeur uit Hongkong, opgericht door vastgoedmagnaat en miljonair Teddy Yip. Ze namen deel aan 51 Grand Prix-prijzen, waarmee in totaal 64 auto's werden ingeschreven.
Tegenwoordig is Theodore Racing een internationaal motorraceteam dat eigendom is van Teddy Yip Jr. concurreert in de Macau Grand Prix met een Junior Team dat de Japanse Super FJ-serie betwist.
Na de laatste race in 1992 keerde het team succesvol terug naar de race op de Macau Grand Prix in 2013 onder Teddy Yip Jr., eigenaar van GP3-team Status Grand Prix.
Theodore Racing heeft een record acht Macau Grands Prix gewonnen - twee als een onafhankelijk team met Vern Schuppan en Geoff Lees, en zes als een technisch supportteam met mensen als Alex Lynn en Felix Rosenqvist.

## Geschiedenis
In de vroege jaren zeventig ontmoette amateur-racer Yip Sid Taylor en stemde ermee in om Vern Schuppan te sponsoren in de Formule 5000. Dit leidde ertoe dat Yip Schuppan steunde in de Formule 1 met Ensign in 1974. Er volgde verdere betrokkenheid in Amerika met Schuppan en vervolgens steun van Alan Jones in de US F5000-serie in 1976. In Australië won Schuppan de Rothmans International Series voor Yip in een Lola T332-Chevrolet in 1976. Yip richtte dat jaar Theodore Racing op. Het werd gerund door Taylor en ging een Ensign in voor Patrick Tambay in de F1. Na een moeilijk jaar in 1977 gaf Yip de opdracht aan Ron Tauranac om een F1-auto voor hem te bouwen. De auto, de Theodore TR1 genaamd, was moeilijk en Eddie Cheever slaagde er niet in zich te kwalificeren in zowel Brazilië als Argentinië, maar toen nam Keke Rosberg het over en won de Internationale Trofee op Silverstone in de regen, hoewel hij zich kwalificeerde voor slechts één GP in Zuid-Afrika. De auto werd in het middenseizoen verlaten. In de VS ondersteunde Yip het Eagle-team van Dan Gurney. Theodore TR1 in historisch racen
In 1979 hielp Yip met het financieren van Ensign, maar de auto was geen succes. De auto werd bestuurd door Derek Daly, Patrick Gaillard en Marc Surer maar er werden geen punten gescoord. Aan het einde van het jaar financierde Teddy ook een Brits F1-programma met een Wolf WR6 voor David Kennedy en hielp Desiré Wilson de eerste vrouw te worden die een Formule 1-race won - zij het een nationaal evenement.
Yip kocht begin 1980 het Shadow-team, en Kennedy verhuisde er ook naartoe, maar de resultaten waren slecht, het team was toen op zijn laatste benen en in het midden van de zomer besloot Yip het team terug te trekken en te heroverwegen. zijn betrokkenheid bij het racen en beëindigde de meeste van zijn andere activiteiten om zich te concentreren op de F1.
Met Sid Taylor en Julian Randles richtte hij Theodore Racing Ltd. op en rekruteerde Tony Southgate en teammanager Jo Ramírez. De nieuwe auto werd de TY01 genoemd en werd begin 1981 door Patrick Tambay bestuurd. In het middenseizoen verhuisde Tambay naar Ligier en Yip gaf de rit aan Marc Surer. Dezelfde auto werd in 1982 ontwikkeld en het werd duidelijk dat kleine teams niet gemakkelijk konden overleven in het turbotijdperk. Yip fuseerde Theodore met Ensign en gebruikte het door Nigel Bennett ontworpen Ensign N183-ontwerp als Theodore. Het team nam Johnny Cecotto en Roberto Guerrero in dienst, maar aan het einde van dat seizoen stopte het team en verhuisde Mo Nunn naar Amerika, waar hij door de jaren tachtig en in de jaren negentig als race-ingenieur veel succes genoot en uiteindelijk een succesvol team van zijn eigen in CART. 1983 zag ook een gast rijden in een Theodore door voormalig Grand Prix-coureur Brian Henton op de niet-kampioenschap 1983 Race of Champions waar hij vierde werd, de hoogste een Theodore eindigde het hele seizoen.